# Зикеєво (село, Калузька область)
Зикеєво (рос. Зикеево) — село в Жиздринському районі Калузької області Російської Федерації.
Населення становить 271 особу. Входить до складу муніципального утворення Село Студенець.

## Історія
Від 2004 року входить до складу муніципального утворення Село Студенець

## Населення
| 2002 | 2010 |
| ---- | ---- |
| 286  | ↘271 |